# 가톨릭 도쿄 대교구
가톨릭 도쿄 대교구(カトリック東京大司教区, 라틴어: Archidioecesis Tokiensis)는 일본 도쿄 관구의 중심 교구이며 일본의 중심 교구이다

## 연혁
- 1846년, 일본의 가톨릭교회는 일본대목구로 설정되어 파리외방선교회에 위탁되었지만, 당시 막부의 금교령으로 입국을 못하였으며, 선교는 1858년에 시작되었다.
- 1876년, 일본대목구에서 남부대목구를 분리하고, 기존 일본대목구는 북부대목구로 변경하였다.
- 1891년, 북부대목구에서 하코다테 지목구가 분할되고, 이어 교계제도 설립으로 도쿄 대교구로 승격이 되었다
- 1912년, 사이타마 지목구가 분리되었으며 이어서 나고야 지목구가 분리되었다
- 1937년, 요코하마 교구를 분리하였으며, 아울러, 선교사 교구장에서 일본인 교구장으로 이임되기 시작하였다
- 1960년, 도이 대주교가 최초의 일본인 추기경에 임명되었다.
- 1994년, 시라나야기 대주교가 추기경에 임명되었다.

## 관할구역
도쿄도(東京都)、지바현(千葉県)

## 역대 대목구장
- 1대 테오도르-오귀스탱 포르카데(Théodore-Augustin Forcade) 주교(1846.03.27 – 1852.01)
 사모스(Samos)의 명의주교
- 2대 콜랭 신부(Fr. C. Collin) (1852 – 1866?)
- 3대 베르나르 타데 프티장(Bernard-Thadée Petitjean) 주교 (1866.05.11-1876.05.22)
 미리오피토스(Myriophytos)의 명의주교
- 4대 피에르-마리 오주프(Pierre-Marie Osouf) 주교 (1876.05.20–1891.06.15) 
 아르시노에 인 아르카디아(Arsinoë in Arcadia)의 명의주교

## 역대 교구장
- 1대 피에르-마리 오주프(Pierre-Marie Osouf) 대주교 (1891.06.15–1906.06.27)
- 2대 피에르-그자비에 무카부레(Pierre-Xavier Mugabure) 대주교 (1906.06.27–1910.05.27)
- 3대 프랑수아 본(François Bonne) 대주교 (1910.09.15–1912.01.11)
- 4대 장-피에르 레이(Jean-Pierre Rey) 대주교 (1912.06.01–1926.03.06)
- 5대 장-바티스트-알렉시스 샹봉(Jean-Baptiste-Alexis Chambon) 대주교 (1927.03.16–1937.11.09)
- 6대 도이 다쓰오(베드로, 土井辰雄) 대주교 (1937.12.02–1970.02.21) 
 사제급 추기경(1960.03.31–1970.02.21)
- 7대 시라야나기 세이이치(베드로) 대주교 (1970.02.21–2000.02.17) 
 사제급 추기경 (1994.11.26~2009.12.30)
- 8대 오카다 다케오(베드로) 대주교 (2000.02.17 ~ 2017.10.25)
- 9대 키쿠치 이사오(타르치시오) 대주교 (2017.10.25 ~ )
 사제급 추기경(2024,12~)